# Légrády (Adelsgeschlecht)

Wappen der Familie Légrády

Légrády ist der Name eines alten ungarischen Adelsgeschlechts mit gleichnamigem Stammhaus im Ort Légrád im heutigen Kroatien.

## Geschichte
Das Geschlecht der Légrády soll sich nach dem Ort Légrád im historischen Komitat Zala nennen. Wie viele andere ungarische Adels- und Magnatenfamilien wurde die Familie Légrády aufgrund ihrer Verdienste in den Türkenkriegen in den Adelsstand erhoben. Im Jahre 1659 erhielt die Familie von Kaiser Ferdinand III. einen Adels- und Wappenbrief. Die auf den 18. Juni 1659 datierte Urkunde befindet sich im Archiv der Kroatischen Akademie der Wissenschaften in Zagreb.
Da viele Quellen im Zuge der Türkenkriege zerstört wurden, konnten die in der Herrschaftszeit von Kaiser Ferdinand I. vermuteten adeligen Ursprünge der Familie bisher nicht weiter zurückverfolgt werden. Im Ungarischen Staatsarchiv in Budapest befindet sich eine auf den 27. Februar 1731 datierte Urkunde der Generalversammlung der vereinigten ungarischen Komitate Pest-Pilis-Solt, in der auf einen älteren Adelsbrief verwiesen wird, mit dem bereits am 6. Juli 1628 Adam Légrády aus dem Komitat Pressburg durch Kaiser Ferdinand II. in den Adelsstand erhoben worden war.

## Wappen
Das Wappen der Légrády zeigt ursprünglich in blau auf grauem Boden ein weißes nach rechts aufspringendes Einhorn. Auf dem Schild ein adeliger Turnierhelm mit goldener Helmkrone, gold-blauen Helmdecken und als Helmzier ein wachsendes Einhorn zwischen zwei roten Flügeln. Spätere Ausführungen des Wappens zeigen in blau ein aus einer goldenen Krone nach rechts aufspringendes goldenes Einhorn, beseitet rechts von Sonne und Mond sowie links von einem Stern. Auf dem Schild ein adeliger Turnierhelm mit goldener Helmkrone, gold-blauem Kleinod und gold-blauen Helmdecken.

## Persönlichkeiten
- Károly Légrády (1834–1903), ungarischer Verleger, Zeitungsredakteur und Politiker
- Imre Légrády (1868–1932), ungarischer Verleger und Zeitungsredakteur
- Ottó Légrády (1878–1948), ungarischer Verleger und Zeitungsredakteur
- Thomas Theodore Legrady (1920–1992), ungarischer Komponist, Dirigent und Musikpädagoge
- George Légrády (* 1950), ungarisch-kanadischer Bildender Künstler und Professor für Photographie und Medienkunst
- Miklos N. Légrády (* 1951), ungarisch-kanadischer Schriftsteller und Photograph
- Kata Légrády (* 1974), ungarische Opernsängerin, Dirigentin und Künstlerin